# Plaffeien
Plaffeien é uma comuna da Suíça, no Cantão Friburgo, com 3.594 habitantes. Estende-se por uma área de 66,53 km², de densidade populacional de 54 hab/km². Confina com as seguintes comunas: Alterswil, Brünisried, Boltigen (BE), Val-de-Charmey, Guggisberg (BE), Jaun, Giffers, Oberwil im Simmental (BE), Plasselb, Rechthalten.
A língua oficial nesta comuna é o Alemão.

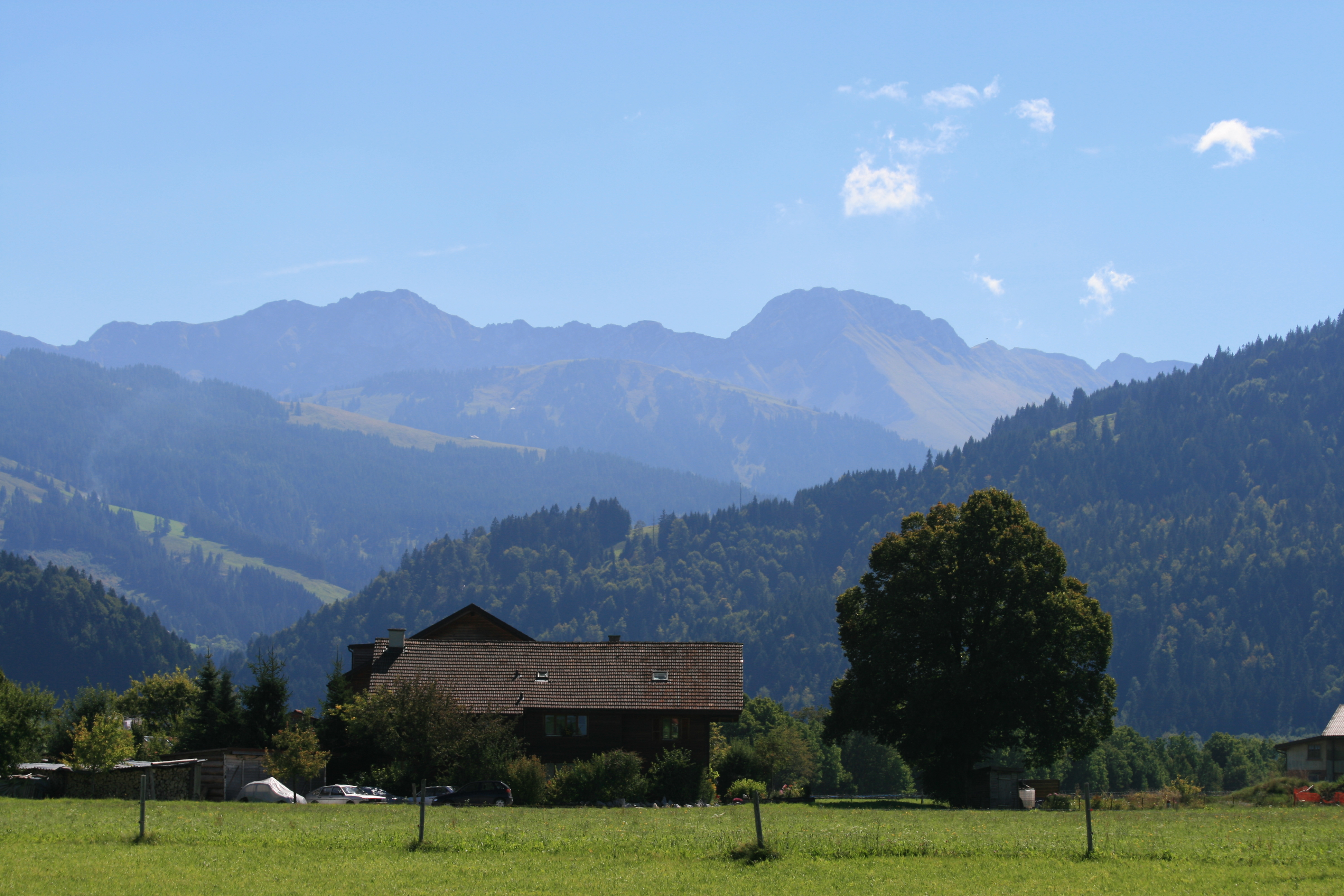